# 폴리와 함께
《폴리와 함께》(영어: Along Came Polly)는 미국에서 제작된 존 햄버그 감독의 2004년 로맨틱 코미디 영화이다. 벤 스틸러, 제니퍼 애니스턴 등이 출연하고, 대니 드비토 등이 제작에 참여하였다.

## 줄거리
위험 요소를 최대한 피하는 안전 추구 성향의 보험계리사 루번은 부동산 중개인 여자친구 리사와 결혼식을 올린다. 그러나 루번은 생바르텔레미로 떠난 신혼 여행 첫날에 리사가 섬에서 만난 프랑스인 스쿠버 다이빙 강사와 성관계를 갖는 장면을 목격하고 만다.
아역 스타 출신 친구 샌디는 홀로 뉴욕에 돌아온 루번을 미술관 파티에 데려가고, 이곳에서 루번은 중학교 동창 폴리와 재회한다. 자유분방한 성향의 폴리에게 반한 루번은 모로코 요리, 살사, 불고기 등 평소라면 기피했을 다양한 새 경험에 도전해야만 하는 상황에 직면한다.

## 출연
- 벤 스틸러 - 루번 "루브" 페퍼 역
- 제니퍼 애니스턴 - 폴리 프린스 역
- 필립 시모어 호프먼 - 샌퍼드 "샌디" 라일 역
- 데브라 메싱 - 리사 크레이머 역
- 행크 어제리아 - 클로드 역
- 브라이언 브라운 - 릴런드 밴루 역
- 앨릭 볼드윈 - 스탠리 "스탠" 인더스키 역
- 미시 파일 - 록샌 역
- 제이주 가르시아 - 하비에르 역
- 주다 프리들랜더 - 더스틴 역
- 케빈 하트 - 빅 역
- 마시 오카 - 원석 역
- 킴 휘틀리 - 글레이디스 역
- 셰릴 하인스 - 케이터링 매니저 역
- 토드 스태슈윅 - 경비 요원 역

## 기타 제작진
- 배역: 캐슬린 쇼팬
- 미술: 앤드루 로스
- 의상: 신디 에번스

## 사운드트랙
| 순서            | 제목                          | 음악가                                     | 재생 시간 |
| --------------- | ----------------------------- | ------------------------------------------ | --------- |
| 1.              | "Don't You (Forget About Me)" | 심플 마인즈                                | 4:23      |
| 2.              | "Everything's Alright"        |                                            | 3:46      |
| 3.              | "Hey Mama"                    | 블랙 아이드 피스                           | 3:34      |
| 4.              | "Hey Sexy Lady"               | 섀기 ft. 브라이언 톰프슨, 토니 골드, 숀 폴 | 3:20      |
| 5.              | "Jamming"                     | 밥 말리                                    | 3:47      |
| 6.              | "Let's Do It Again"           | 더 스테이플 싱어스                         | 3:26      |
| 7.              | "Luve Me, Luve Me"            | 섀기 ft. 서맨사 콜                         | 3:29      |
| 8.              | "What's the Buzz"             |                                            | 2:19      |
| 9.              | "Represent, Cuba"             | 오리샤스                                   | 3:42      |
| 10.             | "Heaven on Their Minds"       |                                            | 4:06      |
| 11.             | "Let My Love Open the Door"   | 피트 타운전드                              |           |
| 전체 재생 시간: | 전체 재생 시간:               | 전체 재생 시간:                            | 35:52     |